# Коласуонно, Франческо
Франческо Коласуонно (итал. Francesco Colasuonno; 2 января 1925, Грумо-Аппула, Апулия, королевство Италия — 31 мая 2003, там же) — итальянский кардинал, ватиканский дипломат и куриальный сановник. Титулярный архиепископ Трентума с 6 декабря 1974 по 21 февраля 1998. Апостольский делегат в Мозамбике с 6 декабря 1974 по 8 января 1985. Апостольский про-нунций в Зимбабве с 7 марта 1981 по 8 января 1985. Апостольский про-нунций в Югославии с 8 января 1985 по 9 апреля 1986. Шеф-делегат в Польше с 9 апреля 1986 по 15 марта 1990. Апостольский нунций в СССР и Российской Федерации с 15 марта 1990 по 12 ноября 1994. Апостольский нунций в Италии с 12 ноября 1994 года по 21 февраля 1998. Апостольский нунций в Сан-Марино с 22 апреля 1995 по 21 февраля 1998. Кардинал-дьякон с титулярной диаконией Сант-Эудженио с 21 февраля 1998.

## Биография
Родился 2 января 1925 года в Грумо-Аппула. После получения степени доктора богословия и канонического права преподавал в епархиальной семинарии и в лицее в Бари. 28 сентября 1947 года рукоположён в священники в Бари. На дипломатическую службу Святого Престола поступил в 1958 году. В 1961 году — тайный камергер Папского Двора, до 1962 года работал в Государственном секретариате Ватикана под началом кардинала Доменико Тардини.
С 1962 года служил в Апостольской нунциатуре в США в должности секретаря, с 1963 года — капеллан Его Святейшества, в 1968—1972 годах — секретарь нунциатуры в Индии, в 1971 году получил титул почётный прелат Его Святейшества.
В 1972—1974 годах — чрезвычайный представитель на Тайване, затем находился на дипломатической работе в Мозамбике, Зимбабве, Югославии. 9 апреля 1986 года получил назначение нунцием в Польше.
После установления дипломатических отношений Святого Престола и СССР 15 марта 1990 года был назначен первым и последним в истории дипломатическим представителем Святого Престола в СССР, 14 мая 1990 года вручил верительные грамоты президенту СССР М. С. Горбачёву.
После распада СССР продолжил свою работу в качестве представителя Святого Престола (апостольского делегата) в Российской Федерации. Четыре года пребывания Коласуонно в Москве в качестве папского представителя были временем возрождения католических структур в России и других странах бывшего СССР, в данном процессе он принимал посильное участие.
12 ноября 1994 года завершил служение в Москве, оставив пост дипломатического представителя Джону Буковски, и был назначен апостольским нунцием в Италии, а годом позже по совместительству апостольским нунцием в Сан-Марино. 21 февраля 1998 года папа Иоанн Павел II возвёл Франческо Коласуонно в кардиналы-дьяконы с титулярной диаконией Сант-Эудженио.
Скончался 31 мая 2003 года.

## Образование
- Высшая духовная семинария в Бари;
- Университет Бари;
- Папский Григорианский университет в Риме;
- Папская Церковная академия в Риме;
- Доктор богословия и канонического права.

## Награды
- Кавалер Большого креста ордена «За заслуги перед Итальянской Республикой» (24 февраля 1998 года[4])